# 한성부민회
한성부민회(漢城府民會)는 1907년(융희 2년) 9월 유길준 등에 의해 자치단체를 지향하면서 한성부에서 결성된 대한제국의 정치 단체이다. 초기의 한성부민회는 반관반민의 성격을 띠게 되었고, 초대 회장은 장헌식이 맡았다. 이때 유길준 등은 기부금을 모집해 부민회의 이름으로 남대문 정거장 앞에 환영녹문(歡迎綠門)을 세웠다. 한국 최초로 지방자치라는 근대적인 정치제도의 도입을 표방한 단체였지만 한일 병합 조약으로 실패하고 만다.

## 조직 배경
한성부민회의 전신은 1907년 9월 유길준, 한성부윤 장헌식 등에 의해 비상설단체로 대일본황태자전하봉영한성부민회(大日本皇太子殿下奉迎漢城府民會)로 조직되었다. 이 단체는 훗날의 다이쇼 천황인 일본 황태자가 대한제국 시찰을 왔을 때 한성부를 보조하여 환영식을 준비하기 위해 설립되었다. 본래는 유길준에 의해서 자치 목적으로 조직되었지만 한성 부윤 장헌식(張憲植)은 이를 1909년에 방한하는 일본 황태자 다이쇼의 환영 목적으로 활용하기 시작했다.
황태자 방한은 대한제국 고종을 강제 퇴위시킨 뒤 반일 감정이 일어나고 의병 항쟁이 잇따르는 상황에서 이토 히로부미가 정치적 고려에 따라 계획한 것이었다. 이에 대한제국의 일부 세력들은 성대한 환영행사를 준비했다. 대일본황태자전하봉영한성부민회는 행사에 필요한 기부금을 모으기 위해 서울 지역의 실업인을 위주로 구성되었다. 일진회 회원도 적지 않게 참여했으며, 민간 단체지만 한성부의 행사를 보조하는 것이 목적이라 관제 단체의 성격도 있었다.
총리대신 이완용, 농상공부 대신 송병준, 법부 대신 조중응이 고문으로 참여했고, 위원장은 한성부윤 장헌식, 부회장은 한성농공은행 이사 홍긍섭이었다. 주요 활동은 서울을 몇 개 지역으로 나누어 지역마다 황태자를 환영하고 제등할 사람을 동원한 것과, 황태자에게 봉헌할 선물을 마련해 전달한 것 등이다.

## 상설단체화
대일본황태자전하봉영한성부민회는 일시적으로 설치된 비상설단체였기 때문에 황태자 환영행사를 마친 뒤에 별다른 활동을 하지 않았으나, 1908년 3월에 대한제국 순종의 생일을 기념하는 건원절 행사를 거치면서 점차 한성부의 행사를 주관하는 상설단체로 변화했다. 이때는 민영휘가 회장을 맡고 이지용, 윤웅렬이 부장을 맡아 행사를 치렀다.

## 시민, 자치단체화
1908년 5월 8일에 지방자치 기관을 표방하는 한성부민회가 유길준 등에 의해 종로 상공회의소에서 발족되었다. 이때 회장은 유길준이 맡았다. 1908년 11월부터는 유길준, 유성준, 윤효정 등에 의해 본격적인 자치운동단체로 탈바꿈하기 시작하였다.
1908년 11월 28일자의 '한성부민회창립취지서'에서는, 이 단체의 창립취지를 "현금(現今) 정황으로는 법률상 자치단체가 될 수 없으므로, 이에 민회(民會) 창립하는 취지를 창(唱)해 자치에 점진하는 문로(門路)를 준비함이라."고 밝혔다. 또한, "한 나라의 정치 기초가 민간자치제 위에 서고, 자치제는 문화·경제의 정도에 따라서 그 모습을 나타내니, 우리 한성은 제국의 수부(首府)라 사방이 지켜보는 땅에 있은 즉, 이번에 유신하는 운을 만나서 무릇 백가지 경장(更張)하는 규모를 솔선해 지방에 보여줌이 실로 우리 부민의 천직이라."고 하였다. 법률상으로는 당시 지방자치제가 허용되고 있지 않은 상황에서 우선 민회를 세워 자치로 나가는 길을 열겠다는 것이다. 이로써 각 지방에도 같은 성격의 자치운동단체가 설립되도록 유도하겠다는 취지였다.

## 활동 내역
한성부민회는 처무 규정에도 나타나 있지만 당시 교육문제와 위생문제에 특히 관심을 가졌다. 특히, 교육문제에 대해서는 '한성부민회조례'에서 '사립학교에 관한 규정'을 두어 특별한 관심을 표시하고 있다. 그에 따르면 부내(府內) 각 방에 설립되는 사립학교의 상황을 보고받고, 사립학교 폐지는 이 단체의 승인을 얻어야만 가능하다고 규정해 놓았다. 한성부민회는 이후 가로수 심기, 도로 청소, 자기 집 앞 청결하게 하기, 손님과 행인에게 불쾌감을 주지 않도록 집안팎 정리정돈을 할 것을 캠페인으로 내세웠다. 한성부민회는 이듬해 이토가 안중근에게 살해되었을 때 국민대추도회를 열고 유길준은 한성부민회를 대표하여 일본에 건너가 장례식에 참석하는 등의 활동을 했다.
'한성부민회규약' 제1조에 의하면 "본회는 한성부 주거민이 그 공동편익을 증진하며, 자치사상을 계발하기 위해 협동일치하는 합의로 성립하였다."라고 요약하였다. 이어 주민자치단체로 재출발 할 당시의 관계 자료로 '한성부민회창립취지서', '한성부민회창립이유서', '한성부민회규약', '한성부민회처무규정', '한성부민회조례', '방회(坊會)규약', '한성부민회의원선거규칙', '한성부민회의회규칙' 등이 《한성부민회규약》이라는 제목의 책자로 편집되어 남아 있다. 규약에 하부 조직으로 방회를, 그리고 의결기관으로 한성부민회의를 두기로 되어 있었다. 그러나 그러한 방회나 의회는 당시 실제로 조직되지는 않았고, 향후 앞으로 지방 자치제도가 법률적으로도 시행 가능하게 될 때를 대비해 만들어둔 것이다.
1909년 10월 이토 히로부미가 안중근(安重根)에게 사살되자 친일파들이 각종 추도회를 열었을 당시 이 단체도 참여하였다. 당시에는 1908년 이후 회장을 맡아오던 유길준이 물러나고 윤태정(尹泰定)이 회장대리로 있었다.

## 평가
한국 최초로 지방자치라는 근대적인 정치제도의 도입을 표방하였지만 결국 1910년(융희 4년) 10월 1일의 한일 병합 조약으로 부민회의 자치제 도입 운동은 실패하고 만다.

## 같이 보기
- 장헌식
- 유길준

## 참고자료
- 친일인명사전편찬위원회 (2004년 12월 27일). 《일제협력단체사전 - 국내 중앙편》. 서울: 민족문제연구소. 34-37쪽쪽. ISBN 8995330724.